# These Days (альбом Винса Гилла)
| Совокупная оценка    | Совокупная оценка |
| Источник             | Оценка            |
| -------------------- | ----------------- |
| Metacritic           | 82/100            |
| Оценки критиков      |                   |
| Источник             | Оценка            |
| About.com            | [ 2 ]             |
| AllMusic             | [ 3 ]             |
| The Austin Chronicle | [ 4 ]             |
| Billboard            | (+)               |
| Entertainment Weekly | A−                |
| Hartford Courant     | (+)               |
| The New York Times   | (+)               |
| PopMatters           | [ 9 ]             |

These Days — бокс-сет американского кантри-певца Винса Гилла, изданный 17 октября 2006 года, состоит из 4 дисков и включает 43 песни.
These Days получил премию «Грэмми» 2008 года в категории Лучший кантри-альбом года, а также был номинирован в престижной категории Альбом года. These Days занял 10-е место в списке «10 Лучших альбомов столетия» журнала People Magazine («Top 10 Best Albums of the Century (So Far)»).

## О бокс-сете
В записи These Days принимали участие многие звёзды: Шерил Кроу, Бонни Райт, Дайана Кролл, Родни Кроуэлл, Патти Ловлесс, Фил Эверли, Del McCoury Band, Элисон Краусс, Эммилу Харрис, Джон Андерсон, Ли Энн Вумэк, Дженни Гилл (англ. Jenny Gill), Эми Грант, Лиэнн Раймс, Гретхен Уилсон, Гай Кларк, Триша Йервуд, Бекка Брамлет, Майкл Макдональд, гитарист Бадди Эммонс и многие сессионные музыканты.
Альбом дебютировал в Billboard 200 (США) на 17-м месте с тиражом 42 000 копий в первую неделю релиза. Три сингла с этого альбомы были изданы, включая два дуэта. Первый сингл, «The Reason Why» (при участии Элисон Краусс), достиг № 28 в Hot Country Songs; следующий сингл, «What You Give Away» (при участии Шерил Кроу), был № 43. Третий сингл, «How Lonely Looks», в чарт не попал. Сам альбом выше семнадцатого места уже не поднялся.

## Список композиций

### Workin' on a Big Chill
«The Rockin' Record»
1. «Workin’ on a Big Chill»
2. «Love’s Standin’»
3. «Cowboy Up» (при участии Гретхен Уилсон)
4. «Sweet Thing»
5. «Bet It All on You»
6. «Nothin’ for a Broken Heart» (дуэт с Родни Кроуэллом)
7. «Son of a Ramblin’ Man» (при участии Del McCoury Band[англ.])
8. «Smilin’ Song» (при участии Майкла Макдональда)
9. «The Rhythm of the Pourin’ Rain» (при участии Бекка Брамлет[англ.])
10. «Nothin’ Left to Say»

### The Reason Why
«The Groovy Record»
1. «What You Don’t Say» (вместе с Лиэнн Раймс)
2. «The Reason Why» (вместе с Элисон Краусс)
3. «The Rock of Your Love» (вместе с Бонни Райт)
4. «What You Give Away» (вместе с Шерил Кроу)
5. «Faint of Heart» (вместе с Дайана Кролл)
6. «Time to Carry On» (вместе с Дженни Гилл)
7. «No Easy Way»
8. «This Memory of You» (вместе с Триша Йервуд)
9. «How Lonely Looks»
10. «Tell Me One More Time About Jesus» (вместе с Эми Грант)
11. «Everything and Nothing» (вместе с Катрина Элам[англ.])
12. «Which Way Will You Go»
13. «These Days»

### Some Things Never Get Old
«The Country and Western Record»
1. «This New Heartache»
2. «The Only Love»
3. «Out of My Mind» (при участии Патти Ловлесс)
4. «The Sight of Me Without You»
5. «I Can’t Let Go» (при участии Элисон Краусс & Дэн Тимински[англ.])
6. «Don’t Pretend with Me»
7. «Some Things Never Get Old» (при участии Эммилу Харрис)
8. «Sweet Little Corrina» (при участии Фил Эверли[англ.])
9. «If I Can Make Mississippi» (при участии Ли Энн Вумэк)
10. «Take This Country Back» (дуэт с Джон Андерсон[англ.])

### Little Brother
«The Acoustic Record»
1. «All Prayed Up»
2. «Cold Gray Light of Gone» (при участии The Del McCoury Band)
3. «A River Like You» (при участии Дженни Гилл)
4. «Ace Up Your Pretty Sleeve»
5. «Molly Brown»
6. «Girl» (приглашённый вокалист Ребекка Линн Ховард[англ.])
7. «Give Me the Highway» (при участии The Del McCoury Band)
8. «Sweet Augusta Darlin’»
9. «Little Brother»
10. «Almost Home» (дуэт с Гай Кларк)

## Чарты
| Чарт (2006)                       | Лучший результат |
| --------------------------------- | ---------------- |
| U.S. Billboard Top Country Albums | 4                |
| U.S. Billboard 200                | 17               |